# 火山棋
火山棋（DVONN）是比利時抽象策略遊戲設計師Kris Burm於2001年推出的兩人棋類，是種疊棋類遊戲。

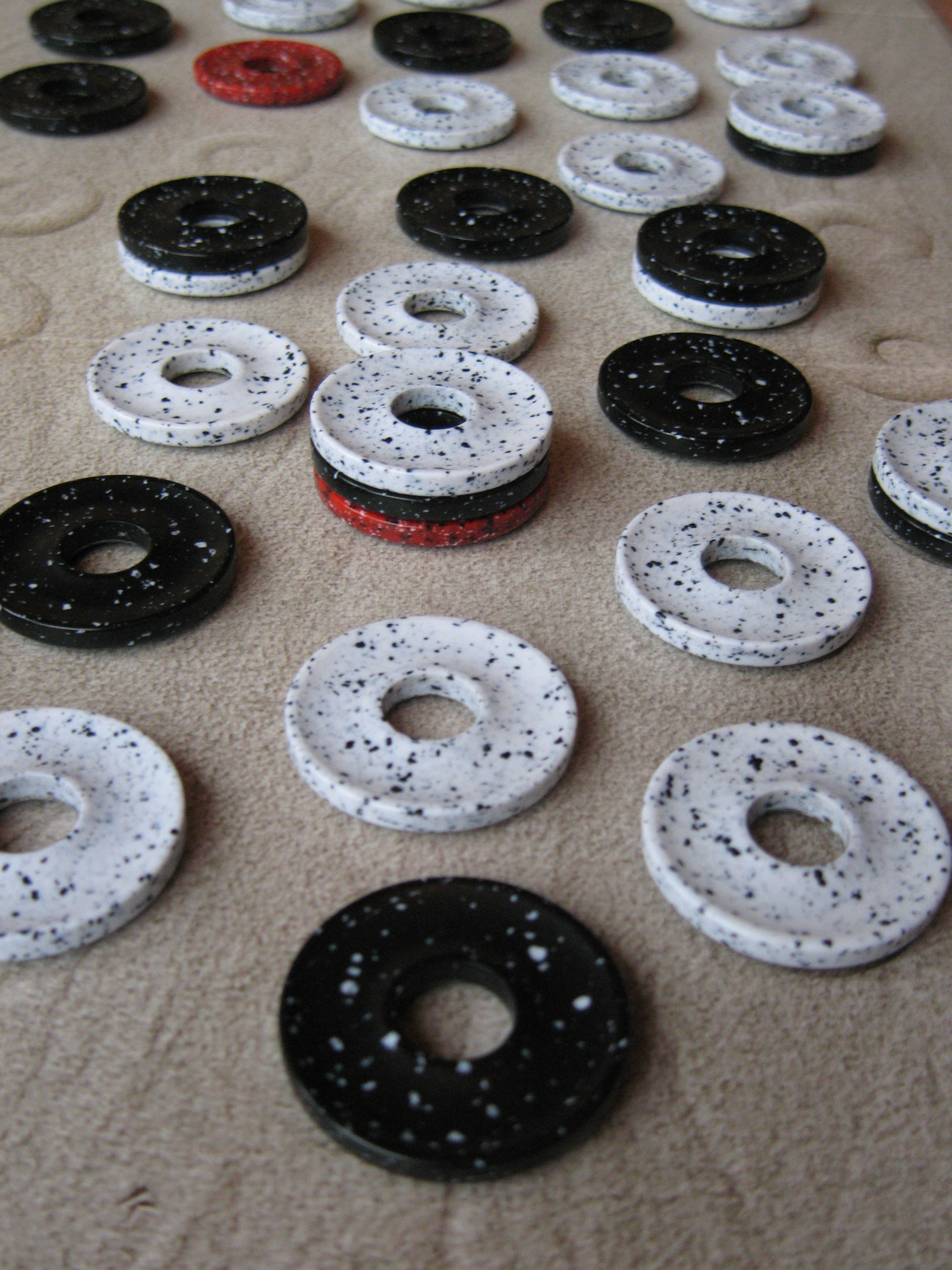
火山棋

此棋是Kris Burm的星盤眾棋計畫六棋之一，主題為『塌』。

## 棋具

火山棋棋盤

- 棋盤為圓圈的棋格組成，每行棋格數分別為九、十、十一、十、九，共五行，共四十九個棋位。

- 棋子為平扁狀，以黑白顏色區分敵我。每方各有二十三枚。另外，先手方有兩枚紅色棋子，後手方有一枚。紅色棋子為中立，行棋的控制權不屬任何一方。

## 規則

### 基本規則
- 布棋時一子放一棋格。每方先輪流把紅棋子放在棋盤上的棋格，之後才可放置己棋。布棋時一子放一棋格。棋子放完後方可行棋。由先手方先行棋。

- 棋子只有一種動作。
  - 疊子：棋子必須至少有一方沒與其它棋子相鄰方可移動。作可越子的直線跳躍，移動格數必須不多不少等於該棋子堆疊數，只可疊在任何一方或中立的棋子最上面。

- 棋子有兩種特徵。
  - 棋疊：棋子堆疊數量無限制，並視為同一枚棋子整體移動。其控制權，由該棋疊最上面的一枚決定。
  - 棋群：相接觸的棋子稱為棋群。當棋子因移動使得原本相連的棋群分裂時，需檢查任何一堆是否有紅棋子存在，被疊於棋疊也算。若無，則把該棋群的所有棋子移出棋盤。

- 當兩方棋子無法移動時，遊戲結束。何方棋疊的堆疊總數最多者為勝[1]。

## 外部連結
- 規則介紹
- 遊戲下載 （页面存档备份，存于）
- 遊戲下載 （页面存档备份，存于）